# 2022年俄罗斯对乌克兰的网络攻击
2022年1月14日，在2021年－2022年俄乌危机期间，乌克兰十多个政府网站遭到网络攻击后瘫痪。据乌克兰官员称，大约有70个政府网站受到攻击，包括外交部、部长内阁和国家安全与国防事务委员会。大多数网站在攻击后几小时内恢复。

## 背景
袭击发生时，俄罗斯和乌克兰之间的关系高度紧张，超过10万名俄罗斯军队驻扎在与乌克兰的边界附近，俄罗斯和北约之间的会谈正在进行。美国政府称，俄罗斯正在为入侵乌克兰做准备，包括“破坏活动和信息行动”。据称，美国还在乌克兰东部发现了“假旗行动”的证据，这可能被用作入侵的借口。俄罗斯否认关于即将入侵的指控，但威胁称，如果其要求得不到满足，特别是禁止乌克兰成为北大西洋公约组织成员国的要求，将采取“军事技术行动”。

## 攻击

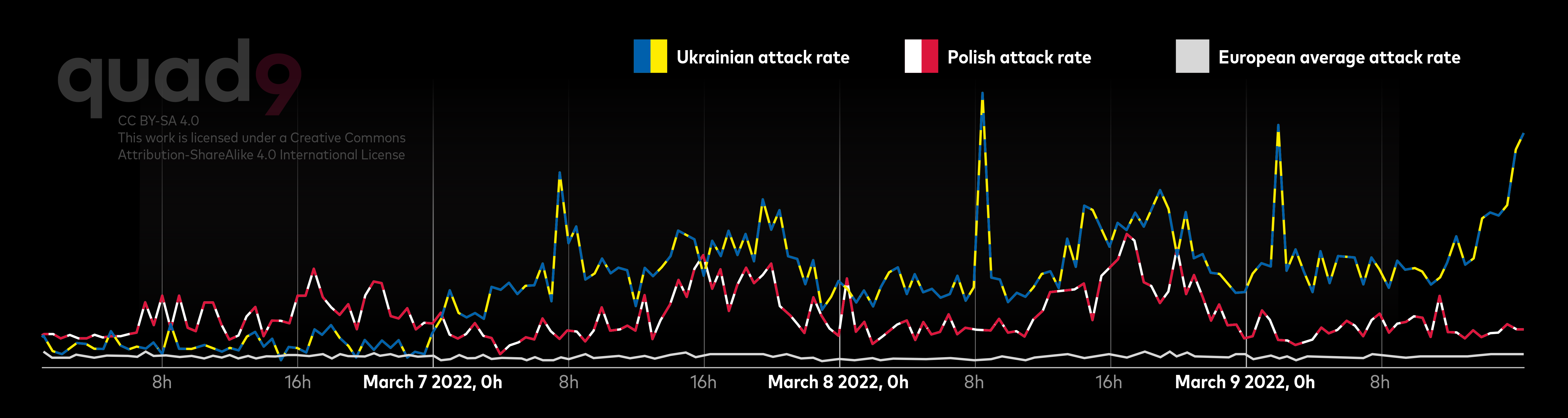
2022年3月7日至9日，Quad9在乌克兰和波兰防御性阻断DNS查询的比率变化。

2022年1月14日，黑客使用乌克兰语、错误的波兰语和俄语的文字替换网站，这些文字表示“害怕吧，并等待最坏的结果”，并声称个人信息已被泄露到互联网。大约70个政府网站受到影响，包括外交部、部长内阁和国家安全与国防事务委员会。烏克蘭國家安全局表示，没有数据被泄露。消息出现后不久，这些网站就被关闭了。多数网站在几小时内得到恢复。国家安全委员会副秘书沙希利·德梅德尤克表示，乌克兰对这次攻击的调查怀疑是利用第三方公司的管理权限来攻击。这家未具名公司的软件自2016年以来一直用于开发政府网站，其中大部分网站在这次攻击中受到影响。德梅德尤克还指责UNC1151，一个与白俄罗斯情报部门有联系的黑客组织，是这次攻击的罪魁祸首。
一个单独的破坏性恶意软件攻击发生在同一时间，首次出现在1月13日。微软威胁情报中心（MSTIC）首先检测到，恶意软件被安装在属于乌克兰“多个政府、非营利和信息技术组织”的设备上。该软件被命名为DEV-0586，被设计成看起来像勒索软件，但缺乏恢复功能，表明其意图是简单地破坏文件，而不是加密它们以获取赎金。MSTIC报告说，该恶意软件被设定为在目标设备断电时执行。该恶意软件将用一个通用的赎金条覆盖主引导记录（MBR）。接下来，该恶意软件下载了第二个.exe文件，它将覆盖预先确定的列表中具有某些扩展名的所有文件，删除目标文件中包含的所有数据。该勒索软件的有效载荷在几个方面与标准勒索软件攻击不同，表明它只有破坏性的意图。
2022年2月15日，乌克兰指控俄罗斯对该国进行一系列网络攻击，导致乌克兰军队、国防部和主要银行的网站无法操作。此次采用了分布式拒绝服务 (DDoS) 攻击，使用虚假流量连续轰炸乌克兰网站。乌克兰SBU情报机构网络安全负责人Ilya Vityuk表示，现在确定具体的肇事者还为时过早，就像网络攻击的典型情况一样，肇事者会努力掩盖自己的踪迹。乌克兰官员指控，在对可能进行军事入侵造成巨大恐慌的背景下，唯一对这种乌克兰的袭击感兴趣的国家是俄罗斯。
2022年3月11日，中国国家互联网应急中心称，2月下旬以来，中国互联网遭受了境外网络攻击。中国大陆境内计算机被用于攻击俄罗斯、乌克兰、白俄罗斯网络。国家互联网应急中心还指，这些攻击的IP地址主要来自美国，少数来自德国、荷兰等，“攻击流量峰值达36Gbps”。

## 各方反应

### 乌克兰
乌克兰政府机构，如战略通信和信息安全中心和外交部，认为俄罗斯联邦是这次袭击的实施者，并指出这不是俄罗斯第一次袭击乌克兰。

### 北约
北约秘书长延斯·斯托尔滕贝格宣布，面对更多潜在的网络攻击，该组织将加强与乌克兰在网络防御方面的协调。北约后来宣布将签署协议，准许乌克兰进入其恶意软件信息共享平台。

### 匿名者駭客組織
匿名者駭客組織在俄羅斯對烏克蘭軍事行動後，發起對俄羅斯的網路反擊行動以表達抗議，其中包括入侵俄羅斯國營電視網路頻道，並劫持了十二分鐘播放俄羅斯軍隊入侵烏克蘭的影片片段。